# 伊利亚特
《伊利亚特》（拉丁化：Iliad）又译《伊利昂纪》（取自书名“伊利昂城下的故事”之意）、《伊利亞圍城記》，是古希腊诗人荷马的強弱弱格六音步史诗。故事背景设在特洛伊战争，是希腊城邦之间的冲突，军队对特洛伊城（伊利昂）圍困了十年之久，故事讲述了国王阿伽门农与英雄阿喀琉斯之间的争执。
虽然故事只是讲述了战争最后一年几周内发生的事情，但《伊利亚特》提及或暗喻了许多关于围城的希腊传奇；在早先的事件中，例如勇士们为围攻集合，战争的由来，以及相关的顾虑等等都在故事开始之时出现。史诗的叙述随后给出了预言，例如阿基里斯将会遇到的不幸以及特洛伊的沦陷，这些预言在事件发生前给出，暗示生动鲜活，因此当故事到结尾处，史诗基本上诠释了整个特洛伊战争。
《伊利亚特》和《奥德赛》在某种程度上是上下集的关系，常被认为是荷马的作品，它们是重要的古希腊文学作品，与《奥德赛》同为西方的经典之一。根据有荷马史诗人物图像的花瓶生产时期、其他引用此诗的希腊诗歌撰写日子推断，本史诗应大约完成于公元前750或725年。最近，根据语言演化的统计模型将其定位为公元前760到710年间。在现代通用版中，《伊利亚特》包含15,693行；文字是以荷马希腊文写成，混合了爱奥尼亚希腊文和其他古希腊文风。

## 作者、版本流傳
《伊利亞特》和《奧德賽》是否爲荷馬所作，荷馬究竟是什麼時代的什麼人，兩部書間有何關係，這一系列問題，統稱爲“荷馬問題”。關於荷馬問題的論爭，自希臘化時代亞歷山大城學者對荷馬的闡釋，到近代經由德國學者弗里德里希·奥古斯特·沃尔夫著作《荷馬導論》（Prolegomena ad Homerum）再度點燃，經久不衰。如今一般認爲，荷馬史詩經過了長期的口頭流傳，期間文本不斷變動、創新，直至一定時間，纔逐漸固定、成型，而“荷馬”這一形象，實爲文本定型後，後人的創造。當下的“荷馬問題”，其重心，已然從追尋“荷馬”，轉向爲探索荷馬史詩的早期生成過程。
在荷馬史詩文本大致成型之後，與諸多古代典籍一樣，在流傳過程中，都經歷了不同程度的篡改。如何消除這些篡改，恢復文本原貌，早在希臘化時代，亞歷山大城學者就已經進行了研究，現代的歷史語言學、語文學、統計語言學、語料庫語言學等手段，更是推動了研究的發展。然而到了當代，又有學者提出，荷馬史詩既然是口頭創作，必然在古代已然存在廣泛的流傳差異，且這些差異等值，因而不可能也不必要“復原”出最“古老”、最“存真”的版本。

## 内容
《伊利亚特》叙述了特洛伊战争第十年（也是最后一年）中几个星期的活动。史诗以阿基里斯和阿伽门农的争吵开始，以赫克托耳的葬礼结束，故事的背景和最终的结局都没有直接叙述。
在希腊联军中，只有阿基里斯才是赫克托尔的对手，因此他拒绝参战就必然引起希腊联军的失利。希腊联军在此情况下抵御不了特洛亚军队的反攻，只好退而固守海滨的战船，在那里构筑了防守性的壁垒。阿伽门农这时后悔自己对阿基里斯不公，只好派奥德修和另一位希腊将领去向他求和。可是他愤怒未消，坚决不答应回到战争。阿基里斯只是在特洛亚军队已经突破希腊联军的壁垒纵火焚烧他们的战船的十分危急的情况下，才把他的盔甲和战马借给他的好友帕特洛克罗斯，让帕特洛克罗斯前去应敌。帕特洛克罗斯虽然击退了特洛亚军队的攻击，但终为赫克托耳所杀，因此阿基里斯借给他的盔甲也丢掉了，这盔甲原是他的母亲忒提斯女神请匠神制造的。战友之死与盔甲被丢引起阿基里斯的第二次愤怒，而使他与阿伽门农和解，并且在他母亲请匠神给他制造了一副新盔甲之后，重新回到战争，最后杀死了赫克托耳，取得了决定性的胜利。

## 風格
由於當時的文字系統未發展成熟，而且相信荷馬是向不識字的平民表演，所以詩中用了不少吟唱技巧。例如，他用了許多重覆的字句，而經過後人的潤飾，漸漸形成“荷馬式風格”。一些經典場景和動作也會以相似的文字來描述，但是在非希臘文的譯本，譯者為了避免單調而會選用不同的字詞來形容那些場景，沒保留這一吟唱詩的特色。
荷马亦在史诗中首创非常罕见的复杂型明喻修辞方式，表现为以多达十余行的诗句精彩细致地描述一喻象物，并在小节末尾以“就像这样”的惯用语，将其用于修饰受喻物。例如：

嗜战的莫奈劳斯兴高采烈，眼见

帕里斯迈着大步，走在队伍的前列

像一头狮子，碰上一具硕大的尸躯

饥肠辘辘，扑向一头带角的雄鹿

或野山羊的躯体，大口撕咬，虽然在他的前方

奔跑的猎狗和年轻力壮的猎人正在扑击——

就像这样，莫奈劳斯高兴地看到神一样的

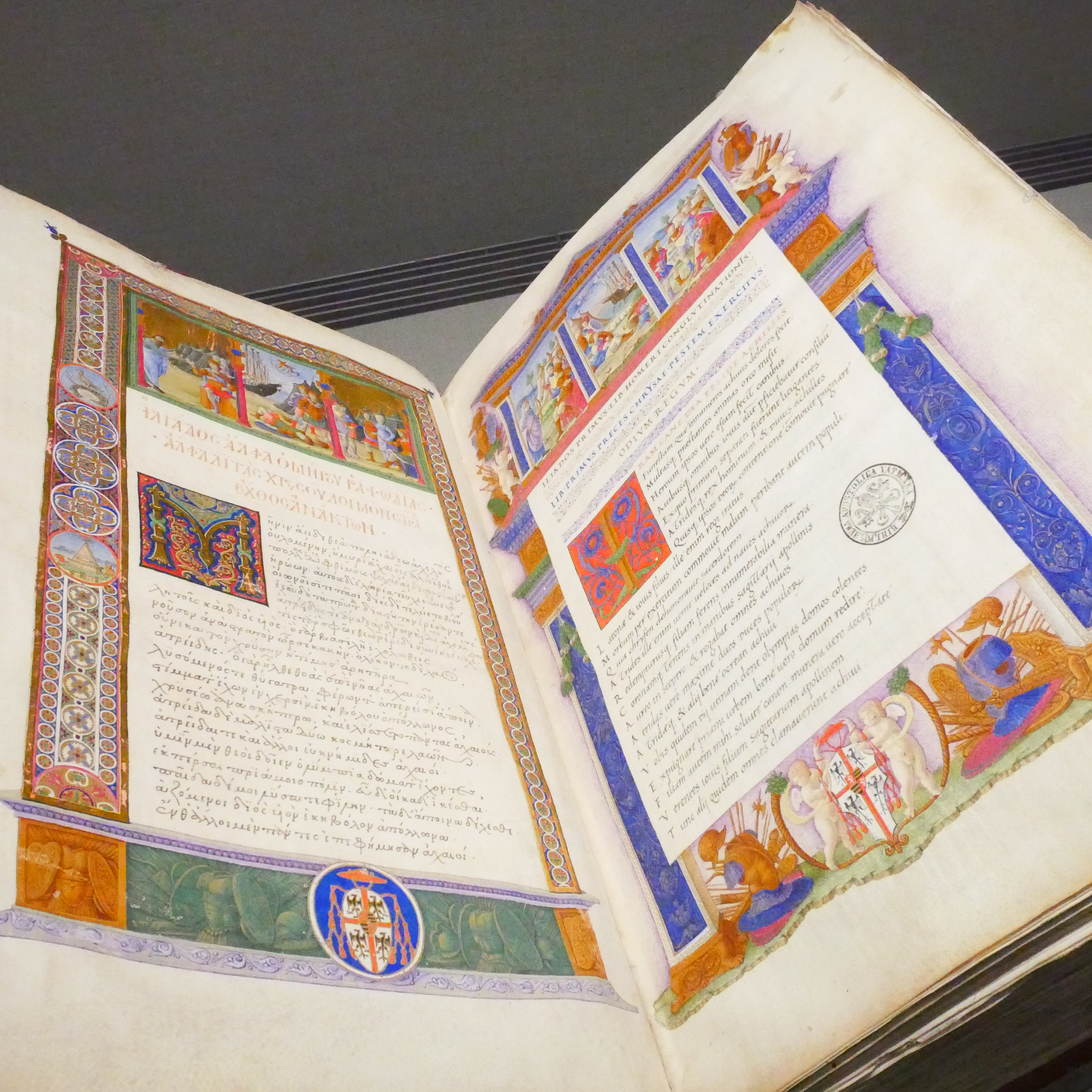
希臘文與拉丁文版《伊里亞德》（梵蒂岡宗座圖書館藏，15世紀）

亚历克山德罗斯出现在他的面前，思盼着惩罚这个骗子

从车上一跃而下，双脚着地，全副武装。

## 出現人物

### 希臘人
希腊联军 — 也叫阿开亚人，迦南人或阿尔戈斯。
- 阿基里斯：半人半神，希腊第一勇士。
- 阿伽門農：迈锡尼国王，希腊联军首领。
- 奧德修斯：伊萨卡国王，联军司令。
- 墨涅拉奧斯：斯巴达国王，海伦的丈夫，阿伽门农的兄弟。
- 福尼克斯
- 大埃阿斯：忒拉蒙之子，萨拉米斯国王。
- 小埃阿斯：俄琉斯之子，常常与大埃阿斯做搭档。
- 狄俄墨德斯：堤丢斯之子，阿哥斯国王。
- 阿爾卡托奧斯
- 帕特羅克洛斯：阿喀琉斯最亲密的朋友/恋人（有争议）。

### 特洛伊人

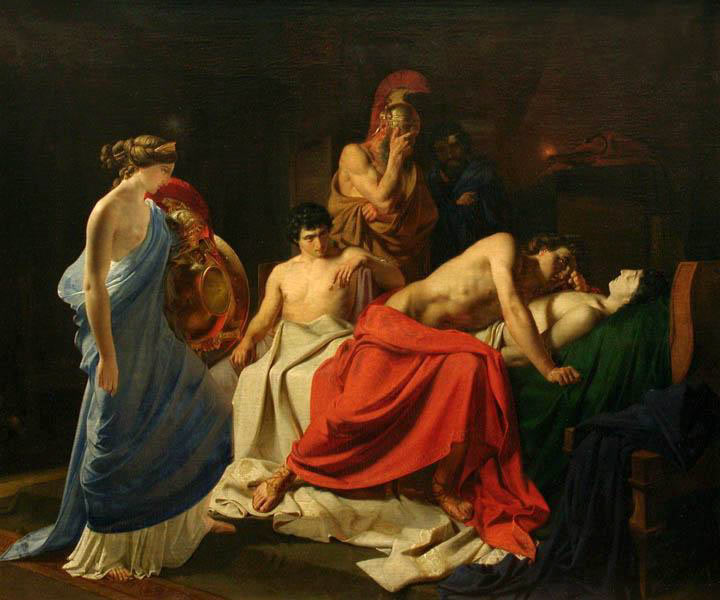
《阿基琉斯哭帕特罗克洛斯》，俄国现实主义画家尼古拉斯·葛（Nikolai Ge）

- 赫克托爾：特洛伊王子、特洛伊第一勇士
- 帕里斯：帶走海倫的特洛伊王子
- 海倫
- 潘達羅斯：於第四卷破壞停戰的戰士
- 赫卡柏
- 安德洛玛刻：赫克托爾的妻子
- 多隆
- 普里阿摩斯

### 神祇
在《伊利亚特》的特洛伊战争中，奥林匹克众神和半神参与人类战争，影响深远。荷马对他们进行了描述以方便自己的叙述，这与希腊宗教社会传统的多神论有所不同。就智慧而言，古典历史学家希罗多德称荷马和他同时代的诗人赫西俄德是最早描述神祇相貌和特征的艺术家们。
在《希腊神祇的凡人生活：我们可以从神话中学到什么》中，玛丽·莱夫科维茨讨论了《伊利亚特》中神灵活动的关系，尝试解释神灵干预的连贯性，或是人类活动的比喻。古典时代的智者，如修昔底德和柏拉图对故事的认识则局限于“讨论人生的方式而非对真理的阐述”。理由是，如果神祇的确是宗教概念，而非对人类的比喻，那他们的存在是没有教条或经文作为信仰基础的，这使得崇尚智慧和自由的希腊文化将神祇任意改变，视时事而加以利用。
在《从分析二分心看意识的起源》中，心理学家朱利安·杰恩斯使用《伊利亚特》作为二分心理论的主要论据，认为直到史诗描述的时代为止，人类的思维与现代人的大相径庭，特别是在当时人们缺乏意识。他认为人类服从他们所认定为神祇的呼召，直到人类思维产生了自我意识为止。他指出在《伊利亚特》中，几乎所有的行为，无论是直接、缘由、影响等等，都是由神灵所推动的，而早期的译文中人物明显缺乏思想、计划或是内省。他认为，即使是出现了思想、计划、或是内省，也不过是翻译另加上去的误译，反映了现代人的思维方式。
- 阿波羅（特洛伊）
- 雅典娜（阿开亚）
- 忒提斯
- 宙斯（中立）
- 赫拉（阿开亚）
- 阿佛羅狄忒（特洛伊）
- 阿瑞斯（特洛伊）
- 波塞冬（阿开亚）
- 伊里斯
- 荷米斯（中立）
- 赫菲斯托斯（阿开亚）

## 主题

### 还乡
还乡（Nostos）在史诗中出现了七次。从主题上来看，还乡在古希腊文学中讨论甚多，特别是在战后阿伽门农和奥德修（见《奥德赛》）所经历的事件。因此，在特洛伊城被攻克，阿伽门农获胜前，还乡是不可能的。

### 荣誉
荣誉（Kleos）这一概念是在作战中获得胜利，取得荣誉。对于大多数攻击特洛伊的希腊人，特别是对奥德修来说，荣誉是与还乡一并获得的。但是对阿基琉斯来说，他没有这个福分；他必须在荣誉和还乡两者之间选择其一。在故事第九章中（IX.410–16），他痛苦地告诉阿伽门农的信使奥德修等人自己的选择（9.411），并要求参战。
文章如下:
| 古希臘語：-{μήτηρ γάρ τέ μέ φησι θεὰ Θέτις ἀργυρόπεζα （410） διχθαδίας κῆρας φερέμεν θανάτοιο τέλος δέ. εἰ μέν κ’ αὖθι μένων Τρώων πόλιν ἀμφιμάχωμαι, ὤλετο μέν μοι νόστος, ἀτὰρ κλέος ἄφθιτον ἔσται εἰ δέ κεν οἴκαδ’ ἵκωμι φίλην ἐς πατρίδα γαῖαν, ὤλετό μοι κλέος ἐσθλόν, ἐπὶ δηρὸν δέ μοι αἰὼν （415） ἔσσεται, οὐδέ κέ μ’ ὦκα τέλος θανάτοιο κιχείη.}- | 我的母亲，银足的忒提斯告诉我， 在临死之前，我有两种命运可以选择， 要么我留在这里同特洛亚苦战， 虽无法生还， 却可获得永恒的荣誉； 要么我返回家园，健康长寿， 但荣誉和名声会离我而去。 |

在放弃自己还乡的权利时，他获得了不朽的荣誉（kleos aphthiton）。在史诗中，不朽的（aphthiton）又出现了五次，每次出现都代指了一些事物：阿伽门农的王权，赫柏战车的轮子，波塞冬的房子，宙斯的宝座，赫菲斯托斯的房子。阿基琉斯的盾牌是由赫菲斯托斯制成的，忒提斯将它赠与给阿基琉斯，盾牌在中心位置上有一颗明星。明星代表个人，但在整个宇宙的视角之下，无论他多么伟大，他不过是一个人罢了。

### 尊重
与荣誉类似的是尊重（timê），这个概念代指倍受尊重的某人在他人生中所积累的荣誉（文化的、政治的、战争的）。在第一章中，希腊联军因为国王阿伽门农的昏庸而困扰，阿伽门农先是威胁祭司克律塞斯（1.11），随后又强抢阿基琉斯的布里塞伊丝（1.171）。这导致了军队的混乱。

### 愤怒

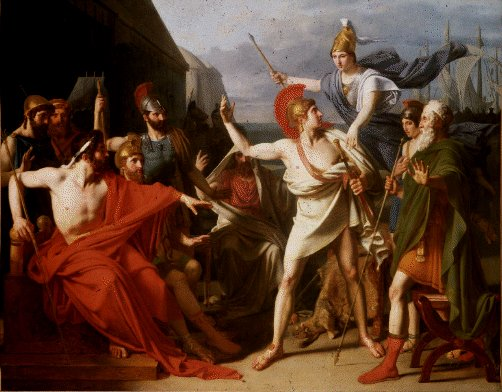
《阿基琉斯的愤怒》（1819），迈克·德罗林

史诗的最初字眼是愤怒（mēnin, mēnis），奠定了《伊利亚特》的基本主题：“阿基里斯的愤怒”。他的个人愤怒和士兵受损的虚荣心驱动着故事的发展：希腊人艰难战斗，帕特罗克洛斯和赫克托尔的阵亡，以及特洛伊的沦陷。在第一章中，阿基里斯的愤怒首次出现在集会上，在国王们和预言家卡尔克斯面前爆发。国王阿伽门农侮辱了祭司克律塞斯，拒绝收纳赎金，送还他的女儿。倍受羞辱的祭司祈祷阿波罗，导致希腊联军遭受瘟疫的攻击。不但如此，阿基里斯指责阿伽门农是“最贪婪的人。”对此，阿伽门农回复道：

这是我对你的威胁：既然福波斯·阿波罗

从我这里夺去克律塞斯的女儿，

我会用我的船只让伴侣把她送回去，

但是我却要亲自去到你的营帐里，

把你的礼物、美颊的布里塞伊斯带走，

好让你知道，我比你强大，别人也不敢

自称和我相匹敌，宣称和我相近似。

此后，只有雅典娜平息了阿基里斯的愤怒。阿基里斯誓言不再听从阿伽门农的号令。阿基里斯愤怒地向母亲忒提斯求助，要宙斯偏袒特洛伊人，直到阿基里斯获得公正的待遇。与此同时，赫克托尔率领特洛伊军队击退希腊联军，将他们逼到海岸边。随后，阿伽门农考虑接受失败，退回希腊。但是，阿基里斯的愤怒再一次扭转了战势，当赫克托尔杀死了帕特罗克洛斯时，他出手报仇。出于悲伤，阿基里斯扯下来自己的头发，弄脏了自己的脸。忒提斯安慰儿子，后者告诉她：

同此，如今，民众的王者阿加门侬激挑我的怒焰。

然而，过去的事就让他过去吧，尽管有这许多痛伤，

我们要强压胸中的怒气，只能这样。

现在，我要出战赫克托尔，他把一条我所珍爱

的生命夺抢，然后接受自己的死亡，

在宙斯和其他永生的神明限定的任何时光。

作为报仇的代价，阿基里斯接受了自己死亡的命运，回到了战场，消灭了赫克托尔和特洛伊，回到了营房。

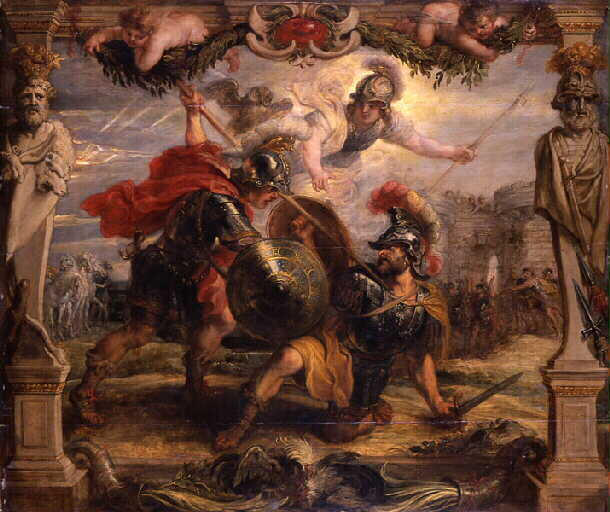
《阿基琉斯杀死赫克托尔》，鲁本斯，1630–35

### 命运
命运（kēr, "fated death"）是《伊里亚特》众多事件的驱动力。命运一旦被设定，众神和英雄们都必须遵循它，常常无法或不愿意挑战命运。如何定命依然是个迷，但预言家如卡尔克斯常常做出阐释。众人和众神不停地讲述对命运英雄般地接受或是懦弱地做出回避。命运不会确定每一个行为、事件或是激化，但是却做出最后的决定。在出手前，赫克托尔称帕特罗克洛斯是个回避命运的懦夫，帕特罗克洛斯反驳道：

我的人不是赫克托耳，而是那可恨的命运和勒托的儿子。

杀随后又来了欧福耳玻斯那么一个人，你是第三个上了。

可是你听着我这一句话，并且好好的考虑它。

我可以赌咒，你也没有多少日子好活的。

那至尊的命运和死已经近在你身边，

你就要死在那珀琉斯无双之子阿喀琉斯的手下。”

这里，帕特罗克洛斯暗示了自己将会死在赫克托尔手下，而赫克托尔将会死在阿基琉死的手下。两者都接受了他们的命运，但是无人知道众神可以改变命运。对此，怀疑首次出现在第十六章。看到帕特罗克洛斯将要杀死自己的儿子萨耳珀冬，宙斯说道：

命运待我不好呢——那萨耳珀冬是我宠爱得很的，

他注定了要被墨诺提俄斯的儿子帕特洛克罗斯杀死了。

就此，赫拉向宙斯道：

可怕的克洛诺斯之子，你吓坏我了！

那个凡人的死刑是早已制定了的，

你竟打算要免除他的死的痛苦吗？

你爱怎么干你干吧，可是不要想望其余的不死神赞成你。

在决定失去儿子还是遵守命运，宙斯做出了许诺。这个事件在他想要放赫克托尔一命时再次出现，宙斯对赫克托尔十分喜爱、尊重。同样，雅典娜再次发问：

掷闪电的父亲，集云之神，你说什么话!

一个有死的凡人命运早作限定，

难道你想让他免除可怕的死亡?

你看着办吧，但别希望我们赞赏。

宙斯似乎可以改变命运，但是却没有行动，而是决定顺其自然；反之，当阿波罗看到阿基琉斯对特洛伊产生压倒性优势时，命运放走了埃涅阿斯 。波塞冬慎言道：

咱们得采取行动，去救他的一死。

要是阿喀琉斯真的杀死了埃涅阿斯，怕连那克洛诺斯之子也要动怒，

因为他本来是注定了要活下去的，

要保住达耳达诺斯王族不让断绝的 ...

在众神的干预下，埃涅阿斯幸免阿基琉斯的愤怒，逃出了特洛伊战争。这样，无论众神是否可以改变命运，他们都会尽量遵守它，虽然这样会与反对他们的人性。；命运的起源就成了谜，而它的力量大过了众神。命运暗示了原始的三重划分，宙斯、波塞冬、哈得斯推翻了他们的父亲克罗诺斯；宙斯掌管天空，波塞冬掌管大海，哈德斯掌管冥府，三神共同分管大地。虽然奥林匹克众神掌管大地，但人类只受到三个命运的辖制。

## 影响
《伊利亚特》极大地影响了从古希腊开始的西方文学创造风格，突破了史诗仅限于记史的传统，开始关注人物的内心，是诗体小说的开山鼻祖。它对文艺复兴时期的文学家尤有较大的影响；在此时期，出现了大量以荷马时代为背景的作品，即是受《伊利亚特》和《奥德赛》的影响。其文学成就在现代仍有较高的价值，被郭沫若称为“史诗中的史诗”、“诗体小说的第一个顶峰”。

## 資料來源
- Homer. 1984. The Iliad. Translated by Fitzgerald, Robert. Oxford: Oxford University Press, 1984.
- 程志敏著。《荷馬史詩導讀》。上海：華東師範大學版社，2007。
- 陈中梅译。《伊利亚特》。北京：北京燕山出版社，1999。
- Budimir, Milan. . 1940.
- Mueller, Martin. . London: Allen & Unwin. 1984. ISBN 0-04-800027-2.
- Nagy, Gregory. . Baltimore: The Johns Hopkins University Press. 1979  [2014-08-09]. ISBN 0-8018-2388-9. （原始内容存档于2015-02-17）.
- Powell, Barry B. . Malden, Mass.: Blackwell. 2004. ISBN 978-1-4051-5325-6.
- Seaford, Richard. . Oxford: Oxford University Press. 1994. ISBN 0-19-815036-9.
- West, Martin. . Oxford: Oxford University Press. 1997  [2014-08-09]. ISBN 0-19-815221-3. （原始内容存档于2014-07-01）.
- Fox, Robin Lane. . Allen Lane. 2008. ISBN 978-0-7139-9980-8.

## 延伸阅读
- Murray, A.T.; Wyatt, William F., Homer: The Iliad, Books I-XII, Loeb Classical Library, Harvard University Press, 1999, ISBN 978-0-674-99579-6
- Kirk, G.S., The Iliad: A Commentary: Volume I, Books 1-4（页面存档备份，存于）, Cambridge University Press, 1985. ISBN 978-0-521-23709-3 （页面存档备份，存于）
- Kirk, G.S., The Iliad: A Commentary: Volume II, Books 5-8, Cambridge University Press, 1990. ISBN 978-0-521-23710-9 （页面存档备份，存于）
- Hainsworth, Bryan; Kirk, G.S., The Iliad: A Commentary: Volume III, Books 9-12（页面存档备份，存于）, Cambridge University Press, 1993. ISBN 978-0-521-23711-6 （页面存档备份，存于）
- Edwards, Mark W.; Janko, Richard; Kirk, G.S., The Iliad: A Commentary: Volume IV, Books 13-16（页面存档备份，存于）, Cambridge University Press, 1992. ISBN 978-0-521-28171-3 （页面存档备份，存于）
- Edwards, Mark W.; Kirk, G.S., The Iliad: A Commentary: Volume V, Books 17–20（页面存档备份，存于）, Cambridge University Press, 1991. ISBN 978-0-521-30959-2 （页面存档备份，存于）
- Richardson, Nicholas; Kirk, G.S., The Iliad: A Commentary: Volume VI, Books 21–24, Cambridge University Press, 1993. ISBN 978-0-521-30960-8
- West, Martin L., Studies in the text and transmission of the Iliad（页面存档备份，存于）, München : K.G. Saur, 2001. ISBN 978-3-598-73005-4